# أديكيغيغوا
أديكيغيغوا (بالإنجليزية: Adekagagwaa)‏ هو إله الشمس عند هودنوسوني، وروح الصيف عند قبائل الإيروكواز في أمريكا الشمالية. قيل إن أديكيغيغوا يسيطر على العديد من آلهة الطقس، بما في ذلك جو أوه Gǎ-oh، إله الرياح، فينو Hé-no، إله الرعد والعواصف، وجوهون Gohone، إله الشتاء. في كل شتاء، كان أديكيغيغوا يغادر إلى السماء الجنوبية، تاركا «روح نومه» للمراقبة. وعندما يغادر، كان يعده بعودته، عندما سيسود مرة أخرى على آلهة الطقس. وعند عودته، يغادر جوهون الأرض.

## معرض صور

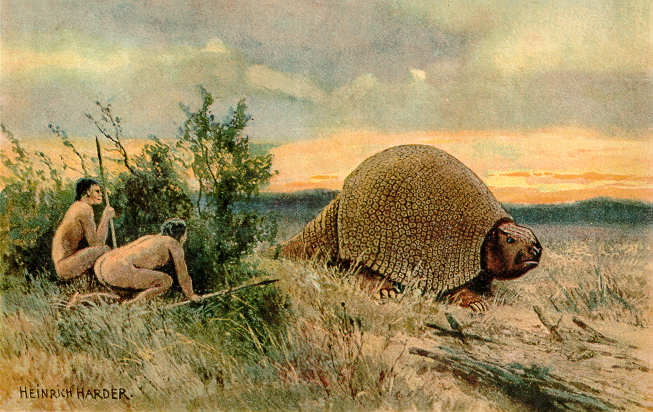
رسم توضيحي للسكان الأصليين وهم يصطادون غليبتودون.
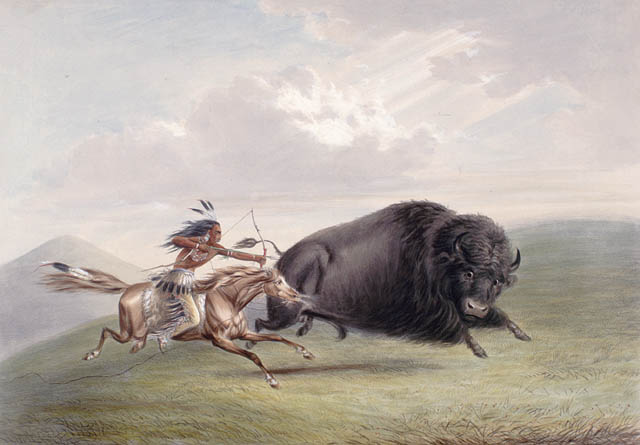
مطاردة البيسون يصورها جورج كاتلين.
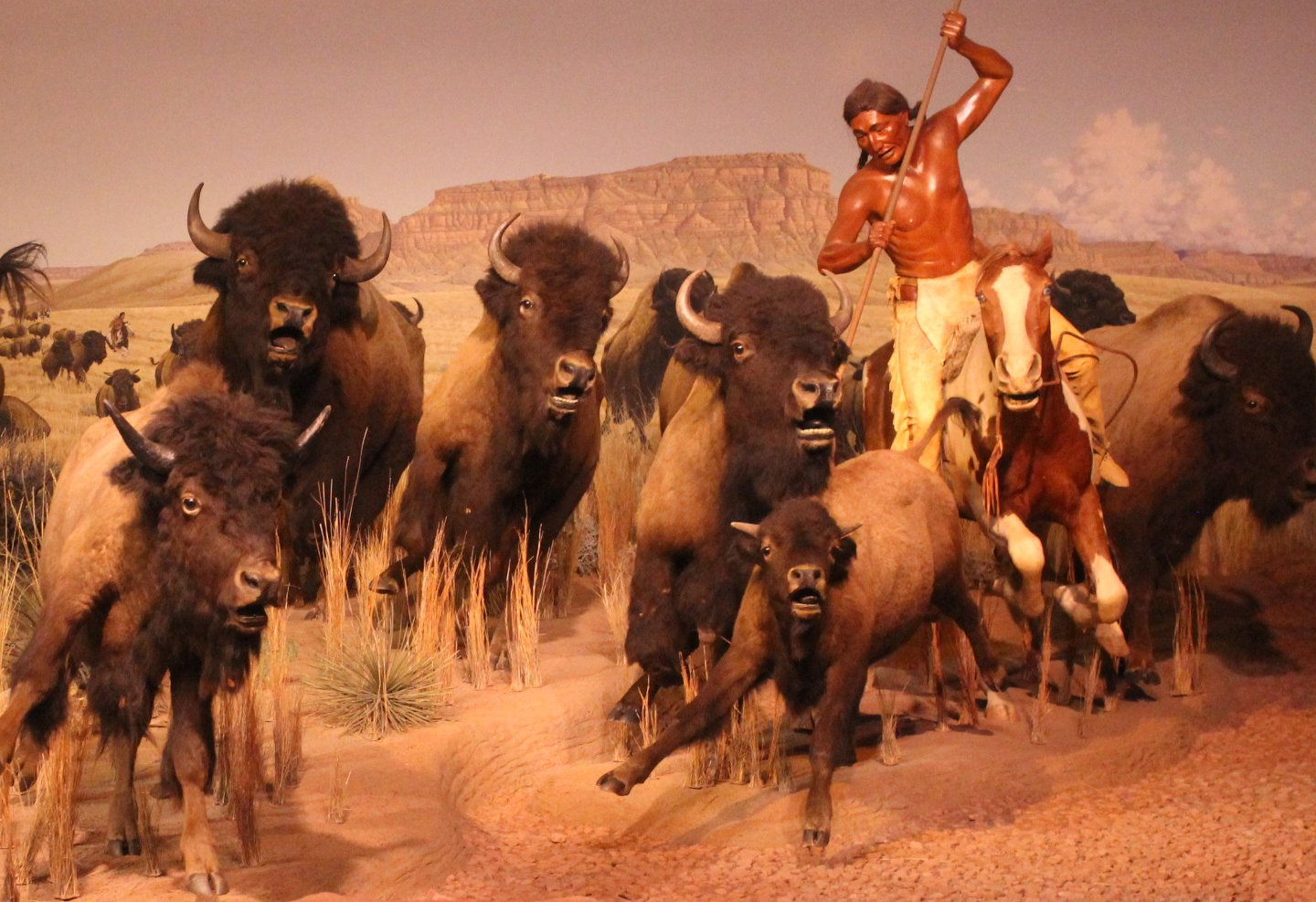
مطاردة حيوان البيسون من قبل أحد السكان الأصليين.
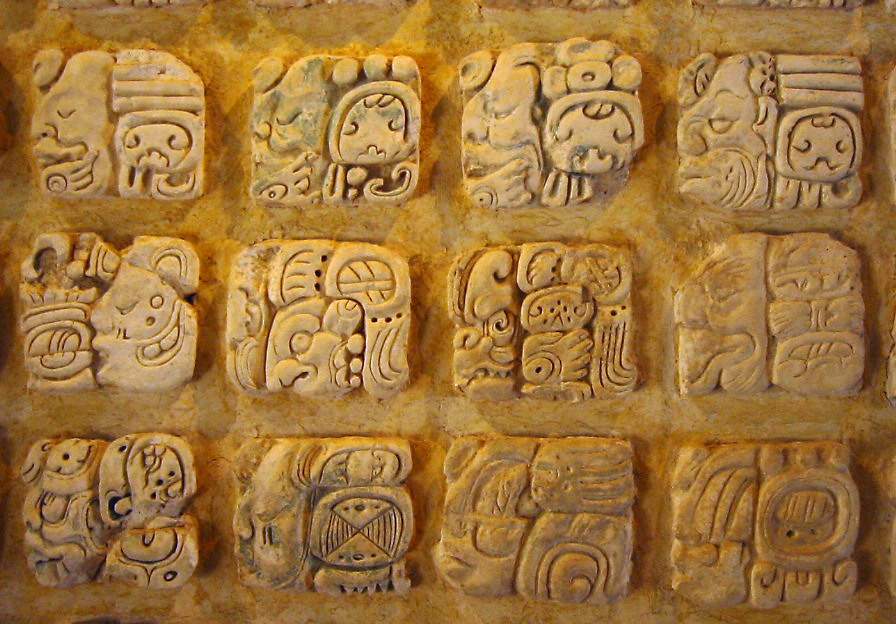
صورعلى الجص من المايا في متحف Sitio في بالينكو، المكسيك.
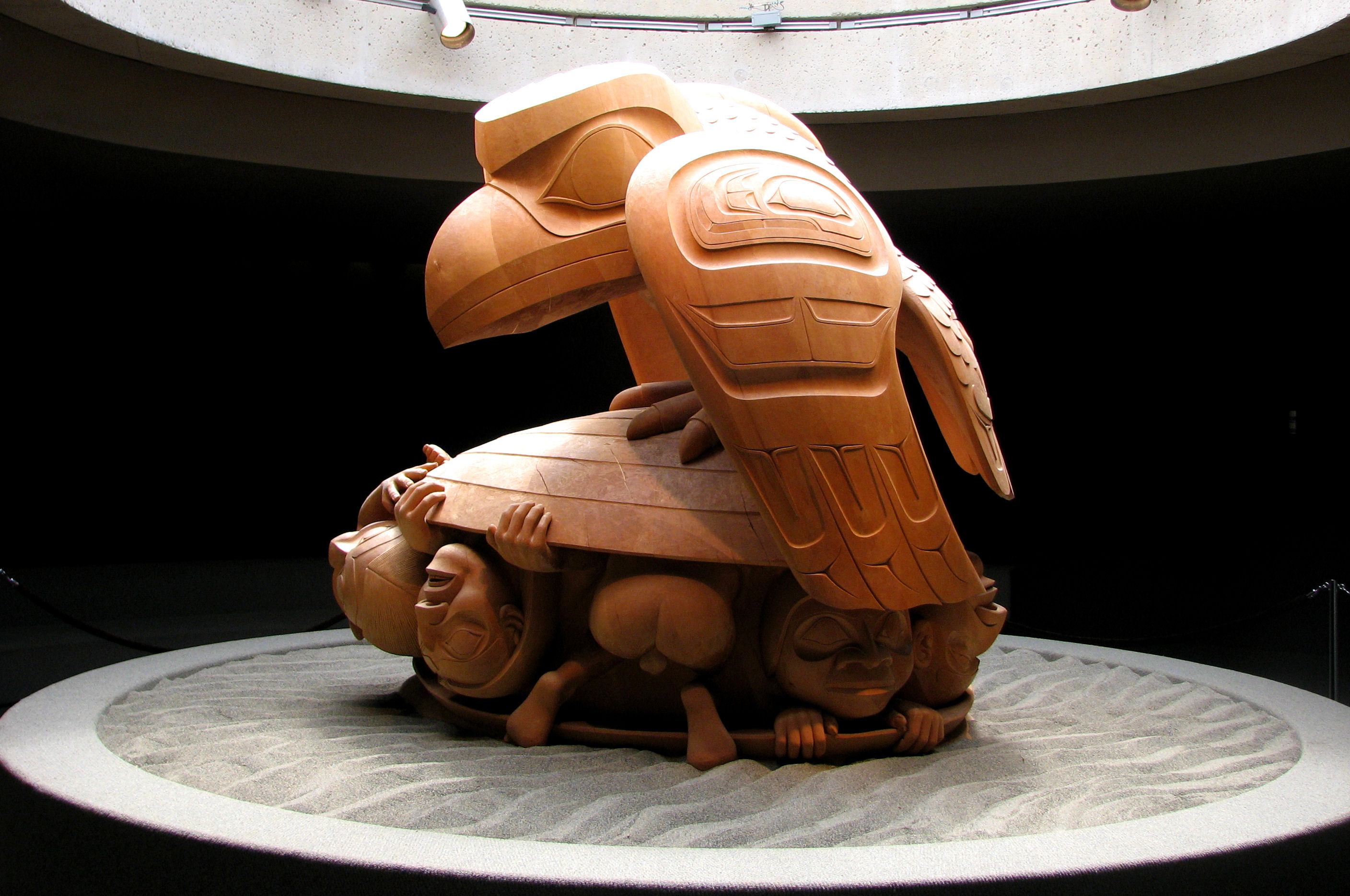
الغراب والرجل الأول. يمثل الغراب شخصية المحتال المشترك في العديد من الأساطير.